# Аксентьева, Зинаида Николаевна
Зинаида Николаевна Аксентьева (12 [25] июля 1900, Одесса, Российская империя — 8 апреля 1969, Полтава) — советский геофизик и астроном, доктор физико-математических наук (1947). Заслуженный деятель науки УССР (1960).

## Биография
Родилась 12 (25) июля 1900 года в Одессе в семье фельдшера железнодорожной больницы.
Трудовую деятельность начала в 1919 году, совмещая учёбу с работой в Одесской астрономической обсерватории под руководством ученого-астронома А. Я. Орлова.
В 1924 году окончила математическое отделение факультета профессионального образования Одесского института народного образования и до 1925 года продолжала работать вычислителем в астрономической обсерватории.
Работала в Полтавской гравиметрической обсерватории c момента её основания в 1926 году. Была вычислителем-наблюдателем, старшим научным сотрудником, заведующим отделом, заместителем директора по научной работе, с 1951 года и до конца жизни — директором обсерватории.
В 1934—1939 годах работала в научных организациях Москвы и Московской области, изучая атмосферные приливы: старшим научным сотрудником актинометрической и метеорологической обсерватории при Тимирязевской сельскохозяйственной академии и Московском гидрометеорологическом институте; заведующей метеорологической станцией Московского гидрометеорологического техникума.
В 1939—1941 годах занимала должности старшего научного сотрудника, заведующего отделом Полтавской гравиметрической обсерватории. После нацистского нашествия вместе с обсерваторией была эвакуирована в Иркутск (РСФСР), где в 1941—1944 годах работала заместителем директора обсерватории по научным вопросам.
В 1943 году защитила диссертацию на соискание учёной степени кандидата физико-математических наук, в 1947 году — докторскую диссертацию.
В 1951 году избрана членом-корреспондентом Академии наук УССР.
В течение 1951—1969 годов занимала должность директора Полтавской гравиметрической обсерватории АН УССР. Избиралась депутатом Верховного Совета РСФСР.
Умерла 8 апреля 1969 года в Полтаве от сердечного приступа.

## Научная деятельность
С 1929 по 1938 годы совместно с коллективом обсерватории занималась составлением гравиметрической карты Украины и привязкой её к гравиметрической сети Европы. С 1930 по 1941 выполнила наклономерные измерения в Полтаве с горизонтальным маятником системы Репсольда-Левицкого. Во время Великой Отечественной войны в эвакуации в Иркутске изучала приливные явления на озере Байкал. Под её руководством Полтавская гравиметрическая обсерватория стала одним из ведущих научных учреждений по изучению вращения Земли. С 1953 года в обсерватории функционировало Центральное бюро Советской службы широты, которое оперативно вычисляло координаты полюса Земли для практических целей.

### Научные труды
- Окончательные результаты определения волны М2 в колебаниях отвеса в Томске с 1912 по 1920 гг. // Труды Полтавской гравиметрической обсерватории. — 1951. — Т. 4. — С. 6.
- О наклономерных работах в Полтаве с 1948 по 1952 гг. // Труды 3-й Всесоюзной широтной конференции. — Киев, 1954. — С. 113—118.
- Наклономерные наблюдения в Кривом Роге (1958, соавтор Матвеев П. С.).

## Награды
- Орден «Знак Почёта»;
- Медаль «За трудовую доблесть» (01.10.1944);
- Заслуженный деятель науки УССР (1960).

## Семья
- Муж: Орлов, Александр Яковлевич (1880—1954) — астроном, член-корреспондент Академии наук СССР;
- Брат: Аксентьев, Борис Николаевич (1894—1939) — ботаник, физиолог растений;
- Брат: Аксентьев, Георгий Николаевич (1907—1972) — географ, гидротехник, основатель географической науки «береговедение» в Украине.

## Память
- Именем З. Н. Аксентьевой назван один из кратеров Венеры.